# Khamis Mcha Khamis
Khamis Mcha Khamis (Zanzíbar, 1 de octubre de 1989) es un futbolista tanzano de Zanzíbar que juega como centrocampista en el Azam FC.

## Carrera internacional

### Goles por Tanzania
| Gol | Fecha               | Lugar                                                    | Oponente   | Marcador | Resultado | Competición                                             |
| --- | ------------------- | -------------------------------------------------------- | ---------- | -------- | --------- | ------------------------------------------------------- |
| 1.  | 5 de marzo de 2014  | Sam Nujoma Stadium, Windhoek, Namibia                    | Namibia    | 1–0      | 1–1       | Amistoso                                                |
| 2.  | 1 de julio de 2014  | Estadio Nacional de Botsuana, Gaborone, Botsuana         | Botsuana   | 1–0      | 2–4       | Amistoso                                                |
| 3.  | 20 de julio de 2014 | Estadio Nacional Benjamin Mkapa, Dar es Salaam, Tanzania | Mozambique | 1–1      | 2–2       | Clasificación para la Copa Africana de Naciones de 2015 |
| 4.  | 20 de julio de 2014 | Estadio Nacional Benjamin Mkapa, Dar es Salaam, Tanzania | Mozambique | 2–1      | 2–2       | Clasificación para la Copa Africana de Naciones de 2015 |

### Goles por Zanzíbar
| Gol | Fecha                   | Lugar                                                    | Oponente | Marcador | Resultado | Competición      |
| --- | ----------------------- | -------------------------------------------------------- | -------- | -------- | --------- | ---------------- |
| 1.  | 8 de diciembre de 2010  | Estadio Nacional Benjamin Mkapa, Dar es Salaam, Tanzania | Uganda   | 1–1      | 2–2       | Copa CECAFA 2010 |
| 2.  | 29 de noviembre de 2012 | Mandela National Stadium, Kampala, Uganda                | Ruanda   | 1–0      | 2–1       | Copa CECAFA 2012 |
| 3.  | 29 de noviembre de 2012 | Mandela National Stadium, Kampala, Uganda                | Ruanda   | 2–0      | 2–1       | Copa CECAFA 2012 |
| 4.  | 6 de diciembre de 2012  | Mandela National Stadium, Kampala, Uganda                | Kenia    | 1–0      | 2–2       | Copa CECAFA 2012 |
| 5.  | 27 de noviembre de 2015 | Awassa Kenema Stadium, Awasa, Ethiopia                   | Kenia    | 2–0      | 3–1       | Copa CECAFA 2015 |